# 郭巨山

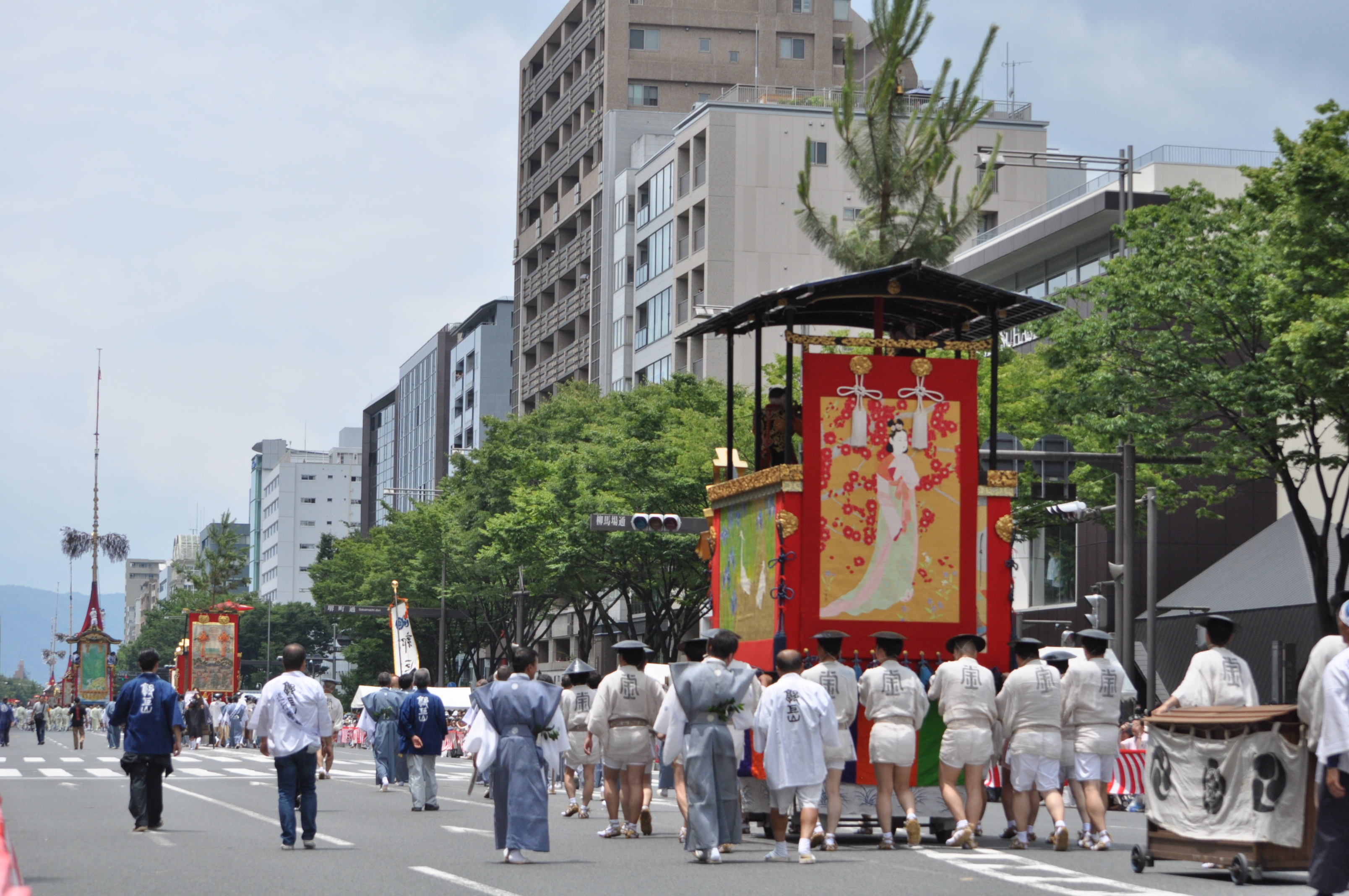
郭巨山（2017年7月17日撮影）

郭巨山（かっきょやま）は祇園祭先祭の山の一つ。中京区四条西洞院東入ル郭巨山町に位置する。

## 概要
中国の「二十四孝」の一人・郭巨の説話にちなむ。孝心の篤い郭巨が、黄金の釜を掘りあげた故事を趣向としており、別名「釜掘り山」と呼ばれる。
文献上はじめて確認できるのは、明応9年（1500年）である。
遠目にも判別できる日覆いの障子屋根など、他の山鉾とは異なる独自の意匠を有する。
「舁山」として最後まで車輪をつけなかったが、1966年（昭和41年）に初めて車輪をつけて巡行した。